# Кузнецово (Галичский район)
Кузнецово — деревня в Степановском сельском поселении Галичского района Костромской области России.

## География
Деревня расположена у реки Олешанка.

## История
Согласно Спискам населенных мест Российской империи в 1872 году деревня относилась к 1 стану Галичского уезда Костромской губернии. В ней числилось 4 двора, проживало 10 мужчин и 17 женщин.
Согласно переписи населения 1897 года в деревне проживало 34 человека (16 мужчин и 18 женщин).
Согласно Списку населенных мест Костромской губернии в 1907 году деревня относилась к Вознесенской волости Галичского уезда Костромской губернии. По сведениям волостного правления за 1907 год в ней числилось 6 крестьянских дворов и 36 жителей. Основными занятиями жителей деревни, помимо земледелия, были малярный и плотницкий промысы.
До муниципальной реформы 2010 года деревня входила в состав Толтуновского сельского поселения.

## Население
| 2008 | 2010 | 2012 | 2014 |
| ---- | ---- | ---- | ---- |
| 4    | ↘0   | ↗1   | ↗3   |